# Delitz (Adelsgeschlecht)

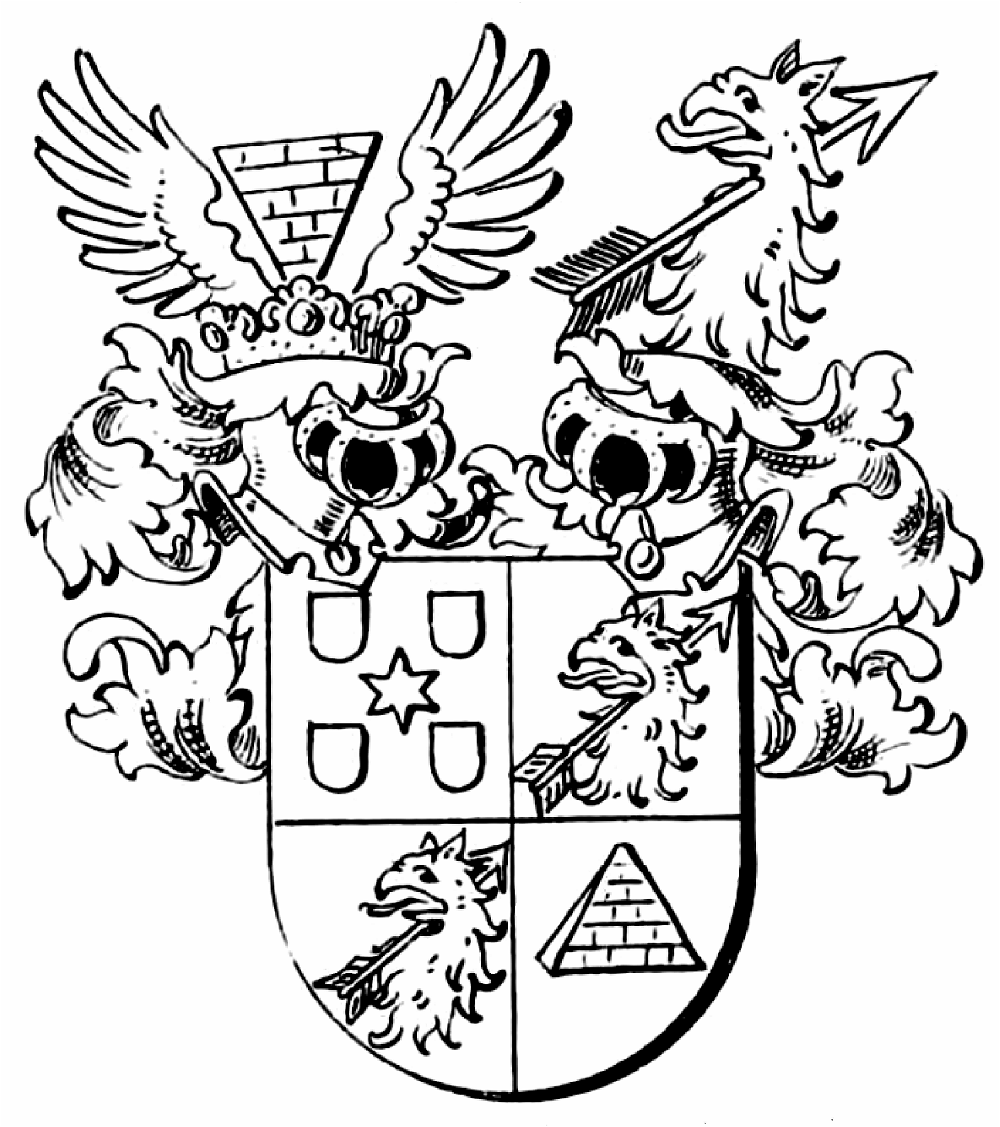
Wappen derer von Delitz

Die Herren von Delitz sind ein sächsisches Uradelsgeschlecht. Andere Schreibweisen des Familiennamens sind Delitzsch und Delitsch.

## Geschichte
In einer von Bischof Gardolf von Halberstadt im Jahr 1197 ausgestellten lateinischen Schenkungsurkunde, in der es um einen im Besitz der Kirche befindlichen Weinberg  bei Merseburg geht, wird ein Gero de deliz, vir nobilis (Gero von Delitz, Edelmann) genannt. Die ersten Angehörigen des Geschlechts wirkten vermutlich als Ministerialen auf Schloss Delitzsch.
Schon im 14. Jahrhundert saßen Mitglieder der Familie Delitz im Stadtrat von Halle.
Später hatten Mitglieder der Familie des Gut Temnick bei Nörenberg in der Neumark in Besitz.  Berend Ludwig von Delitz verkaufte es 1798, um anschließend das Gut Raakow bei Arnswalde zu erwerben.

### Briefadel
Seit 1804 konnte sich nach preußischer Genehmigung Ernst Friedrich Gordon, Fähnrich beim Militär, v. Delitz nennen, er war zuvor adoptiert worden und der uneheliche Sohn des Majors Karl Friedrich von Delitz aus einer nicht standesgemäßen und zur Ehe geführten Beziehung. Diese Familienlinie ist ausgestorben.

## Wappen
Das Wappen zeigt im quadrierten Schild: Feld 1 in Blau vier silberne Schindeln oder Braupfannen, in deren Mitte ein goldener Stern. Felder 2 und 3 in Silber ein schwarzer Greifenkopf, dessen Hals von einem goldenen Pfeil durchbohrt ist. Feld 4 in Schwarz eine silberne Giebelmauer oder Pyramide. Auf dem Schild sind zwei gekrönte Helme. Der rechte mit blau-goldenen Decken trägt zwei schwarze Adlerflügel, in deren Mitte die Giebelmauer (Pyramide) gestürzt. Der linke mit schwarz-silbernen Decken trägt den durchschossenen Greifenkopf.

## Bekannte Familienmitglieder
- Berend Ludwig von Delitz (1782–1832), preußischer Hauptmann und Landwirt
- Eugen von Delitz (1820–1888), preußischer Generalmajor
- Friedrich von Delitz (1789–1848), preußischer Generalmajor, kaufte 1829 den Burgberg von Blankenberg
- Margaretha von Delitz aus dem Hause Morstein bei  Nörenberg[7] war verheiratet mit Hans Adam Georg von Blankensee auf Schlagenthin (Dorf bei Arnswalde in Hinterpommern).

## Sonstige Namensträger
- Anna Luise Gräfin von Delitz (1692–1773), außereheliche Tochter des hannoverschen Kurfürsten und britischen Königs Georg I. und seiner Mätresse Melusine von der Schulenburg, wurde am 10. Dezember 1722 zur Reichsgräfin von Delitz erhoben. Sie heiratete Ernst August von dem Bussche-Ippenburg. Für sie ließ der König 1721 das nachmals Delitz'sche Palais in Herrenhausen errichten (heute: Fürstenhaus Herrenhausen-Museum)[8][9]